# Barbara (boek)

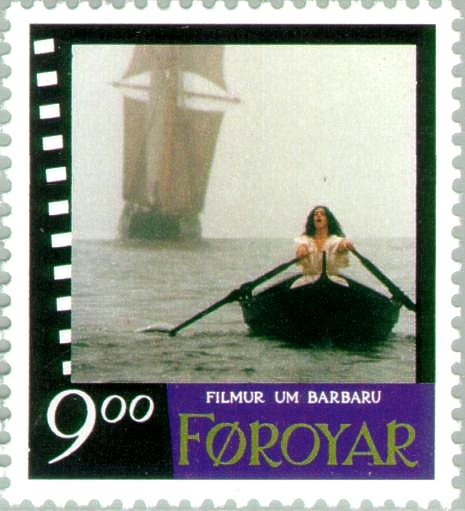
Scène uit de verfilming van Barbara op een Faeröerse postzegel

Barbara is een roman van de Faeröerse schrijver Jørgen-Frantz Jacobsen, voor het eerst gepubliceerd in het Deens in 1939. Het boek is Jacobsens enige roman en werd, een jaar nadat hij aan tuberculose was overleden, postuum gepubliceerd door uitgeverij Gyldendal met de hulp van zijn vriend William Heinesen. Barbara werd in Denemarken algauw een bestseller. Christian Matras vertaalde de roman naar het Faeröers, Jacobsens vriendin Estrid Bannister maakte een eerste Engelse vertaling. Het is het enige Faeröerse boek dat internationale bekendheid geniet.
Jørgen-Frantz Jacobsen schreef vier jaar aan zijn boek en voltooide de laatste hoofdstukken op zijn ziekbed in Kopenhagen. Het verhaal speelt zich volledig op de Faeröer af, ten tijde van de Zevenjarige Oorlog in de 18de eeuw. Barbara telt 17 hoofdstukken en is eigenlijk onvoltooid. In 1997 werd het boek verfilmd. Het verhaal focust op de complexe Barbara, een passionele en promiscue weduwe aan wie haar conservatieve en religieuze eilandomgeving geregeld aanstoot neemt. De roman gaat echter evenzeer over Barbara als over de Faeröerse samenleving, die door toedoen van haar geografische geïsoleerdheid een zeer sterke sociale controle kende.
De historische vrouw waarop het personage Barbara gebaseerd is, was Beinta Broberg, de weduwe van twee 18de-eeuwse dominees op het eiland Vágar.

## Verhaal
Het bevoorradingsschip Fortuna arriveert in Tórshavn, hoofdstad van de Faeröer en in de volksmond Havn genoemd. Gabriel is de klerk van het enige warenhuis in de stad. Hij is een gemene, pretentieuze kerel die graag de mensen tegen elkaar opstookt, en tevens de neef van Barbara. Barbara Salling is de dochter van een rechter en een dubbele weduwe: ze was eerst met dominee Jonas en vervolgens met dominee Niels gehuwd, die beiden door een ongeluk om het leven kwamen. Voorts was ze verloofd met de proost van de Faeröer, Anders Morsing, doch deze verloving werd afgebroken omdat de proost een zeer strenge en kille man is, en qua karakter tegengesteld aan haar.
Aan boord van het schip bevindt zich de nieuwe dominee voor het eiland Vágar, wiens pastorij zich in Miðvágur bevindt. Hij is een Deen met name Paul Aggersoe en heeft in Kopenhagen gestudeerd. Tijdens de kennismaking met de notabelen van de Faeröer wordt vooral over Barbara geroddeld. De oude Armgard haat Barbara om haar losbandige gedrag en noemt haar een hoer; ze is tevens niet overtuigd dat de dood van de twee dominees een ongeluk was. De hoogste magistraat van de Faeröer, Samuel Mikkelsen, heeft een milder oordeel en beschouwt Barbara als een kind dat eind de twintig is. Het was toentertijd in de Faeröer de gewoonte dat de weduwe van een dominee indien mogelijk met diens opvolger huwde: dominee Paul is inderdaad nog vrijgezel. De priester van Tórshavn is Wenzel Heyde, een melancholische en diepreligieuze man. Diens broer is rechter Johan Hendrik Heyde, een atheïst die graag boeken van de nieuwe filosofische stromingen leest en steeds een beetje ironisch is. Voor Johan Hendrik is alleen de rede relevant. Desondanks kunnen hij en de nieuwe dominee meteen goed met elkaar opschieten. Samuel Mikkelsens huis bevindt zich in Sandavágur, eveneens op Vágar en enkele mijlen van Miðvágur verwijderd.
Wanneer dominee Paul de mysterieuze Barbara uiteindelijk ontmoet, voelt hij zich meteen tot haar aangetrokken. Barbara is een uiterst levendige maar enigszins naïeve vrouw, die voortdurend lacht en uitsluitend haar hart en de ingevingen van het ogenblik volgt. Al snel wordt de dominee verliefd. Barbara’s beste vriendin is Suzanne Harme, dochter van de baljuw. Gabriel, de klerk van het warenhuis, heeft echter eveneens een oogje op Barbara, niettegenstaande dat ze zijn nicht is. Hij poogt haar naar zijn huis te lokken met het nieuws dat hij zeldzame zijden kleren naar de eilanden heeft gesmokkeld, die ze gerust kan passen; Barbara schaamt zich normaliter niet om naakt te verschijnen, temeer daar Gabriel familie van haar is — echter, Suzanne is er ook bij. Gabriel is gefrustreerd omdat zijn plan om Barbara te verleiden, mislukt is. Barbara begint echter meer voor dominee Paul te voelen.
Dominee Paul heeft een onderhoud met de proost Anders Morsing, die zeer dominant en intimiderend is, maar gewoonlijk op Suðuroy verblijft. Alvorens met Samuel Mikkelsen naar Vágar te vertrekken, woont Paul nog een kerkdienst door dominee Wenzel bij. Midden in zijn sermoen stokt de priester, wanneer hij door het raam van de kerk, dat uitzicht op zijn huis heeft, zijn vrouw Anna-Sophia met de directeur van het warenhuis in de slaapkamer bespeurt. De congregatie begrijpt niet wat er aan de hand is, wanneer hij eensklaps begint te huilen, een donderpreek over ijdelheid afsteekt en alle aanwezigen een ellenlange hymne getiteld ‘Vaarwel, wereld!’ laat zingen. Dit vormt vanaf hier een leidmotief door het boek.
Dominee Paul en magistraat Mikkelsen bevinden zich nog steeds in Tórshavn, wanneer een onbekend schip aan de einder opdoemt. Er breekt algemene paniek uit, want de Faeröer zijn in het verleden geregeld door piraten geplunderd. De inwoners vluchten naar de heuvels. Gabriel heeft echter een telescoop. Barbara en Suzanne zien door de telescoop vanop de zolder van hun huis dat het een Frans marineschip is. Denemarken ligt niet in oorlog met Frankrijk, dus er dreigt geen gevaar. De Fransen zijn door een storm naar het noorden afgedreven. De notabelen van Tórshavn begroeten hen en gaan aan boord, alwaar graaf de Casteljaloux zich bevindt, de admiraal van de Franse zeemacht.
Iedereen is zeer opgewonden, omdat men niet gewend is, zo veel bezoek uit de buitenwereld te krijgen. De Fransen liggen noodgedwongen in Tórshavn aangemeerd en organiseren een bal in het stadje, waarop de wijn rijkelijk vloeit. In opperbeste stemming dansen de Fransen tot diep in de nacht met de plaatselijke bevolking, en uiteindelijk draait het feest feitelijk op een orgie uit. Gabriel en dominee Paul kunnen het niet meer verdragen dat Barbara, op wie ze tenslotte allebei verliefd zijn, zich te buiten gaat aan het exces, ofschoon ze weten dat zulks haar normale manier van doen is. Ze trekken zich terug en hebben een dronkemansgesprek in de buitenlucht. Wanneer dominee Paul enige tijd later nog eens naar binnen gaat, ziet hij dat de stomdronken Barbara seks met kapitein Montgaillard heeft gehad.
De dominee en de magistraat maken zich klaar om naar Vágar te trekken, via de lange route over zee ten oosten van Streymoy, om aan te meren in Kollafjørður en vervolgens te voet naar Kvívík te trekken, teneinde van daaruit over te steken naar Futaklet. Op het laatste moment komt Barbara aan boord om hen te vergezellen. Het regent evenwel onophoudelijk. De drie trekken door een steeds zompiger wordend terrein, over Oyrareingir, en besluiten op de boerderij van Ole Jacob in Leynum te overnachten, waar ze gastvrij ontvangen worden. Ze krijgen een slaapkamer aangeboden, en de uitgeputte magistraat valt meteen in slaap. Barbara kruipt bij dominee Paul in bed en heeft seks met hem.
Barbara, als weduwe van dominee Niels, woont in Kálvalið, maar wil nu bij dominee Paul intrekken in diens woning Jansagerd te Sandavágur. De twee zijn een paar geworden en maken lange wandelingen over het eiland Vágar. Paul kampt echter met een innerlijke tweestrijd: hij houdt van Barbara, maar beschouwt haar tezelfdertijd als een grote zondaar. Daarenboven is ze tot zijn spijt niet bijster geletterd. Ze wil hem graag helpen, dus dicteert hij een van zijn preken aan haar. Hij is echter geschokt wanneer hij ziet dat ze Jezus verkeerd heeft gespeld. Barbara vindt het verschrikkelijk, haar geliefde in een dergelijke staat te zien. Dan rationaliseert Paul zijn situatie en denkt aan de verhalen over Jezus die vrijwillig met prostituees en verschoppelingen omging. Hij vertelt haar over Cafarnaum en Barbara denkt dat het sterk op Sørvágur moet hebben geleken.
Wanneer de jaarlijkse Ólavsøka op 29 juli voor de deur staat, is Tórshavn in de ban van een schandaal. Menige Faeröerse vrouw blijkt zwanger te zijn, niet het minst Suzanne Harme, dochter van de baljuw. Het is duidelijk dat dit een laat gevolg van het bezoek van de Fransen is. In de 18de eeuw gold het op de Faeröer namelijk als iets zeer schandaligs, als ongehuwde vrouw zwanger te zijn, en de familie deelde in die schande. Ter voorkoming van gezichtsverlies wil de baljuw zijn dochter zo snel mogelijk laten trouwen. Gabriel ziet zijn kans schoon: indien hij de schoonzoon van de baljuw kan worden, stijgt hij in aanzien en macht en kan hij op termijn wellicht zelf de nieuwe baljuw worden. Daarenboven vindt hij Suzanne aantrekkelijk, al voelt hij niet hetzelfde voor haar als voor Barbara. Van heinde en verre stromen gegadigden naar de Ólavsøka, en het gerucht dat Gabriel een bastaardkind zal krijgen, maakt hem tot het voorwerp van spot. Dronken mensen verzamelen zich voor zijn winkel en zingen beledigende liedjes. Gabriel is ziedend en wil hen laten opsluiten, maar de baljuw en de magistraat raden hem ten stelligste hiervan af.
Ter gelegenheid van de Ólavsøka wordt tevens een diocesane vergadering gehouden met de zeven priesters op de Faeröer. Dominee Christian van de noordelijke eilanden is een ongehuwde intellectueel, dominee Severin is een clown die niets serieus kan nemen, en dominee Marcus denkt alleen aan geld. Wanneer de priesters door de vrouwen enthousiast op chocolademelk worden vergast, worden luchtige babbeltjes geslagen, tot de onmetelijke ergernis van de proost en dominee Wenzel, die van nature ernstig en gestreng zijn. Uiteindelijk wordt het Morsing te veel, en hij verjaagt alle vrouwen. In een uiterst intimiderend gesprek vermaant hij Paul voor de dwaasheid, met Barbara te willen huwen. De vergadering eindigt met een lange penitentiaire hymne over zonde en ijdelheid, die alle priesters diep ontroerd achterlaat.
Suzanne is ongelukkig. Ze verafschuwt Gabriel, met wie ze zal trouwen. Barbara vat dit licht op en tracht rechter Johan Hendrik Heyde te overhalen, met haar te huwen. Ze maakt met Paul een wandeling naar het kerkhof, alwaar ze angelica eten. Daar worden ze door Gabriel gevonden. Wanneer Barbara hem vertelt dat ze de rechter heeft voorgesteld, met Suzanne te huwen, wordt Gabriel kwaad en vertrekt. Barbara begrijpt niet dat het huwelijk voor Gabriel niet meer dan een strategische zet is.
Een jaar later zijn Barbara en Paul getrouwd en wonen ze tezamen in Sandavágur. Gabriel en Suzanne zijn eveneens getrouwd, en Suzanne beviel nog diezelfde avond van een zoon. Paul stelt zich vragen over zijn huwelijk en gaat bij Johan Hendrik te rade, die hem vertelt dat François de La Rochefoucauld schreef: „Wie in zijn leven niets dwaas doet, is niet zo wijs als hij denkt.” De dominee wordt verward door Johan Hendriks onconventionele ideeën, die ketterij voor hem zijn. Maar de rechter verklaart dat zonde en dwaasheid hetzelfde zijn, en dat dwaasheid nodig is om tot wijsheid te komen. Dan komt eensklaps Barbara langs het huis voorbij; de Fortuna is kennelijk weer in aantocht.
Hoofdstuk 12 is de kentering in het verhaal. Aan boord van de Fortuna bevindt zich onverwachts Andreas, de zoon van Wenzel Heyde en neef van Johan Hendrik. Hij studeert in Kopenhagen economie, op aanraden van Johan Hendrik en tegen de zin van Wenzel, die hem liever theologie had zien studeren. Van Koning Frederik V heeft hij de officiële opdracht gekregen, een omvattende studie over het land, de economie, de fauna en flora en de bevolking van de Faeröer te schrijven. Er is geen deadline; hij mag er zo lang aan werken als hij wil. Dominee Paul heeft in de gaten dat dit gevaarlijk kan worden, want Barbara en Andreas kennen elkander nog van vroeger, en hebben wellicht ook weleens met elkaar geslapen. Andreas is een man van de wereld geworden: hij speelt viool en luit, is heel belezen, joviaal en extravert. Wenzel is ontgoocheld dat zijn zoon geen greintje spiritualiteit meer aan de dag legt, maar Johan Hendrik is onder de indruk. Andreas is een aanhanger van François Quesnay; hij zal in zijn studie een voorstel doen om de aardappel op de Faeröer te introduceren. Barbara voelt zich meteen tot deze jongeman aangetrokken, maar ze wil haar man niet ontrouw worden. In allerijl vertrekken ze tezamen naar Vágar.
Tweemaal per jaar moet dominee Paul naar het afgelegen Mykines varen om kinderen te dopen en de aarde van begravenen te wijden. Het wordt Kerstmis. Barbara heeft een hekel aan alleen zijn, dus Paul zal pogen, nog dezelfde dag van Mykines terug te keren. ’s Ochtends vroeg vertrekt hij vanuit Sørvágur, en alles lijkt goed te gaan. Op Mykines leest hij de mis. Wanneer hij op het punt staat te vertrekken, komt een man hem vragen om nog snel zijn kind te dopen; dat wordt echter nog geboren, en de bevalling sleept aan. De priester slaagt er niet meer in, op het bootje te springen en zit uiteindelijk twee weken vast op Mykines. Gedurende die tijd komt hij enigszins tot rust, en realiseert zich dat hij nog steeds hevig verliefd is op Barbara.
Wanneer hij uiteindelijk terug in Jansagerd arriveert, is Barbara weg — ze is met Andreas naar Tórshavn vertrokken. Andreas regisseert in Tórshavn een opvoering van Jeppe på Bjerget van Ludvig Holberg. Paul is niet verrast; hij kent zijn vrouw te goed. Wanneer hij bij Samuel Mikkelsen zijn hart gaat uitstorten, geraakt hij zeer beschonken. De oude Armgard spreekt schande over het feit dat Barbara nu ook al háár familie heeft bezoedeld, door met Andreas op de loop te gaan. Paul wil ’s anderendaags absoluut naar Tórshavn, niettegenstaande de extreem gure weersomstandigheden.
De tocht, met tien roeiers, is ruig en gevaarlijk; het plan is aan te meren in Velbastaður. De wind draait echter in een ongunstige richting, en ze besluiten verder te varen naar Kirkjubøur, alwaar ze een boerderij vinden. Paul wil echter niet gaan slapen. Met een begeleider trekt hij over de heuvels richting Tórshavn. Zowel zijn eigen lantaarn als die van de begeleider doven door de stormwind, en hij rent alleen en doelloos over de rotsen, geplaagd door liefdesverdriet. Na enkele uren bereikt hij het gesticht voor melaatsen in Argir. Een van de patiënten gidst hem naar Tórshavn.
Barbara is geschokt wanneer ze Paul doorweekt en uitgeput in het publiek ziet opdoemen tijdens de theatervoorstelling. Ze neemt hem mee naar het huis van haar moeder, wast hem en slaapt met hem. Ze geeft onomwonden toe dat ze op Andreas verliefd is, maar ook van Paul houdt, en ziet daar helemaal geen probleem in.
De situatie escaleert in hoofdstuk 16. Gabriel is machtig geworden en koestert nog steeds enige gevoelens voor Barbara; dat ze met Andreas samen is, vervult hem met woede. Dominee Paul drinkt meer dan goed voor hem is, want hij kan er moeilijk mee overweg dat ze nog steeds van hem houdt maar dan toch met Andreas slaapt. Gabriel doorzoekt de wetboeken naar een excuus om de beiden te laten arresteren. Dan slaan bij Paul de stoppen door; hij wil zowel Andreas als Barbara in elkaar slaan. Gabriel vertelt waar de twee zich verschuilen; Paul breekt ’s nachts in en vernielt het huis van Andreas, inclusief het manuscript van diens studie over de Faeröer. Hij gaat dusdanig wild tekeer dat Gabriel, in zijn hoedanigheid van gezagsdrager, Paul moet laten arresteren. Barbara en Andreas zijn reeds lang gevlucht.
Wanneer het zomer wordt, vraagt Johan Hendrik Andreas hoe het vlot met zijn studie. Andreas heeft nauwelijks iets nieuws op papier gezet, omdat Barbara zijn geest in beslag neemt. Wanneer Andreas zal vertrekken, wil Barbara met hem mee naar Kopenhagen. Johan Hendrik is realistisch en meent dat ze daar algauw in een tuchthuis zou belanden. Hij heeft zelf een studie over de Faeröer geschreven, en biedt die aan Andreas aan, die ze dan maar wat heeft te herschrijven. Hij heeft veel vertrouwen in Andreas’ intellectuele capaciteiten, maar Barbara zou een hindernis voor zijn ontplooiing zijn. De Fortuna is weer in Tórshavn, en Andreas wil vluchten. Met pijn in het hart besluiten Johan Hendrik en Andreas een list te verzinnen. Ze zullen een bal organiseren, Barbara dronken voeren en haar naar huis brengen, waarop Andreas aan boord van het schip kan sluipen. Aldus geschiedt.
Het is hoogzomer dus het wordt niet donker, en vanuit haar raam ontwaart Barbara het silhouet van Andreas op het dek van de Fortuna. Ze panikeert en trommelt enkele mannen op om in een roeiboot de achtervolging in te zetten. Ze pogen het schip in te halen door om Nolsoy heen te varen. Daar aangekomen zien ze alleen maar mist, en van het schip geen spoor meer. Een terneergeslagen Barbara keert terug naar Tórshavn en zegt niets meer. Suzanne gaat naar haar toe.